# Ночница (приток Верденьги)
Ночница — река в России, протекает в Вожегодском и Сямженском районах Вологодской области. Устье реки находится в 10 км по правому берегу реки Верденьга. Длина реки составляет 19 км.
Ночница берёт исток в южной части болота Жарова в 11 км к юго-востоку от деревни Мишутинская. Первые километры проходят по территории Вожегодского района, затем река втекает на территорию Сямженского. Течёт на юг, затем на юго-запад по ненаселённой лесной местности, крупных притоков нет.

## Данные водного реестра
По данным государственного водного реестра России относится к Двинско-Печорскому бассейновому округу, водохозяйственный участок реки — озеро Кубенское и реки Сухона от истока до Кубенского гидроузла, речной подбассейн реки — Сухона. Речной бассейн реки — Северная Двина.
По данным геоинформационной системы водохозяйственного районирования территории РФ, подготовленной Федеральным агентством водных ресурсов:
- Код водного объекта в государственном водном реестре — 03020100112103000005580
- Код по гидрологической изученности (ГИ) — 103000558
- Код бассейна — 03.02.01.001
- Номер тома по ГИ — 03
- Выпуск по ГИ — 0